# ثقل الفراشة فوق سطح الجرس
ثقل الفراشة فوق سطح الجرس- مجموعة قصصية للقاص المغربي أنيس الرافعي. المجموعة تم نشرها للمرة الأولى في 2007م.

## عن المجموعة
كانت مجموعة "ثقل الفراشة فوق سطح الجرس" إحدى المجموعات القصصية التي تناولها الناقد المغربي الدكتور عمر العسري بالنقد والتحليل في كتابه المعنون بــ "القصة والتجريب: دراسة في أعمال أنيس الرافعي"، والصادر ن دار أثر بالدار البيضاء 2013م.
بداية من العنوان، فنحن أمام لوحة قد يبدو سريالية، فنقرأ في الصفحة التاسعة بعد الاهداء "تروي إحدى حكايات الزن أو مذهب اللاشيء أن جرس معبد يبلغ وزنه عشرة أطنان كان يحتاج إلى فوق مائة رجل لتحريكه عند حلول ساعة الصلاة. غير أن أحد الرهبان البوذيين ممن نذروا بصيرتهم للتأمل على طريقة المعلم كوشو..لاحظ إحدى فراشات الليل المضيئة لما كانت تحط فوق سطح الجرس يشرع في الحرك بنفس قوة مائة رجل، عندها تم اكتشاف مبدأ "ثقل الخفة." وتكمن قدرة الكاتب أنيس الرافعي في كونه أولا يعتمد على لغة مشحونة تنحفر ولا تكتب، تتغلغل ولا توضع على الشفاه عابرة..هو مثل الذي يمسك بناصية الكلام فيطوعه ببلاغة ليرمي بالحرف عميقا في جب المعنى..من جهة أخرى لا يتقيد أنيس الرافعي بلوازم الحكاية ولا ينشغل بالايهام بحقيقتها أو واقعيتها، إذ هو يجعل من النص مرآة للتأمل وللتدفق بسيولة في أتون العالم..وهو ما يجعله يتموقع في عوالم جميلة بين الواقع والحلم والكتابة ، بين الصورة وانعكاسها وانعكاس الانعكاس.
كتاب "ثقل الفراشة على سطح الجرس" مجموعة قصصية ذات نزعة تجريبية واضحة، تضم بين حناياها سرودًا منيمالية تقوم على أساس "ثقل الخفة"، وقد وصفها الشاعر محمد الصابر، بأنها تؤيد مطلب القاص الذي هو التصديق بأن إعادة ابتكار القصة القصيرة في كل مرة نكتبها هو العقيدة القتالية للقصة القصيرة، والتي بمقتضاها يكون وجودها كامنًا في ذهابها نحو الممكن غير القابل للتحقق. كما وصف المجموعة القاص حسن البقالي، واعتبرها عبارة عن 34 قرصً مضغوطًا من الأدب الرفيع؛ لأن لا شيء لدى الرافعي يحيل على مرجعية ثابتة خارج النص يمكن الاطمئنان إليها، فالمتمسح بعتبات عالمه السردي كمن دخل البحر لا رفيق له إلا عريه.

## الاصدار الصوتي للمجموعة
في تجربة فريدة من نوعها في المغرب، صدرت المجموعة القصصية "ثقل الفراشة على سطح الجرس" للقاص أنيس الرافعي بنسخة مسموعة، وذلك على شكل قرص مضغوط (اسطوانة) داخل علبة أنيقة مطبوع عليها لوحة تشكيلية ذات ميسم تجريدي للفنان المصطفى غزلاني، وهذا الاصدار الصوتي للمجموعة صادر من دار حرف للنشر والتوزيع، وقد جاء بصوت الشاعر حسن مرصو على خلفية تنويعات موسيقية من سيمفونيات الموسيقار "موزار" ويقع الاصدار في 54 دقيقة من الحكي السردي، وهو الأمر الذي من شأنه أن يفتح آفاقًا جديدة لتلقي جنس القصة القصيرة، والتنويع من ثقافة تداولها.

## شخصيات المجموعة
- شخصيات غير مسماة غالبًا: كثير من القصص لا تقدم أسماء واضحة للشخصيات، بل تكتفي بوصفها من خلال أفعالها أو حالاتها النفسية.
- شخصيات رمزية: مثل الراهب الذي يكتشف "ثقل الخفة" حين تحط فراشة على الجرس، وهي شخصية تمثل التأمل والحدس.
- شخصيات حالمة أو متأملة: تميل إلى العزلة والانغماس في العالم الداخلي، وتعيش بين الواقع والخيال.
- شخصيات تتماهى مع الأشياء: في بعض النصوص، يتحول السارد أو الشخصية إلى جزء من المكان أو الشيء، مثل أن يصبح ظلًا أو صوتًا أو حتى فكرة.
- غياب الحبكة التقليدية: الشخصيات لا تتطور وفق مسار سردي كلاسيكي، بل تظهر وتختفي كأنها ومضات أو شذرات.

## اقتباسات من المجموعة القصصية
"تروي إحدى حكايات الزن أن جرسًا يزن عشرة أطنان كان يحتاج إلى مائة رجل لتحريكه، غير أن فراشةً حطّت عليه فتحرك بنفس القوة... عندها تم اكتشاف مبدأ ثقل الخفة."1
"هو مثل الذي يمسك بناصية الكلام فيطوعه ببلاغة، ليرمي بالحرف عميقًا في جبّ المعنى."1
"المتمسح بعتبات عالمه السردي كالداخل البحر، لا رفيق له إلا عريه."
"الكتابة ليست فعلًا، بل انمحاءٌ في صمت الأشياء."
"كلما اقتربت من الحكاية، ابتعدت عن الحقيقة."
"الظل لا يحتاج إلى جسد كي يكون، يكفيه أن يتذكر الضوء."

"في كل قصة قصيرة، ثمة جرس لا يُقرع، وفراشة لا تُرى."

## أسلوب المجموعة
تتميز مجموعة ثقل الفراشة فوق سطح الجرس للقاص المغربي أنيس الرافعي بأسلوب سردي تجريبي يقوم على تقنيات المنيمالية وثقل الخفة، حيث تتخلى النصوص عن الحبكة التقليدية لصالح بناء لغوي مكثف ومشحون بالدلالات. يعتمد الكاتب على لغة شعرية تتغلغل في المعنى، وتُكتب كأنها تنحت في الصمت، مما يجعل القصة القصيرة مرآة للتأمل أكثر من كونها سردًا واقعيًا. تتماهى الشخصيات مع الأشياء، وتظهر كظلال أو أفكار، بينما تتقاطع الصور السريالية مع اليومي في فضاء سردي يراوح بين الحلم والواقع. ويُنظر إلى المجموعة باعتبارها تجربة أدبية تسعى إلى إعادة ابتكار القصة القصيرة عبر تفكيك بنياتها الشكلية وإعادة تركيبها وفق رؤية جمالية تتجاوز المرجعيات الثابتة

## النقد والاستقبال
مجموعـة «ثقل الفراشة فوق سطح الجرس» للقاص المغربي أنيس الرافعي حظيت منذ صدورها باهتمام نقدي واسع داخل المغرب وخارجه، حيث اعتبرها النقاد محطة بارزة في مشروعه القصصي التجريبي الذي يسعى إلى إعادة تعريف مفهوم القصة القصيرة من خلال تفكيك بنيتها التقليدية والرهان على جماليات التشظي والكتابة الشذرية. وقد أشاد الدارسون بقدرة الرافعي على إدماج الفنون البصرية والموسيقية في بنية النصوص، مما جعل المجموعة تندرج في إطار ما اصطلح عليه بـ«القصة المختبرية» أو «الميتالسرد»، بينما رأى آخرون أن العمل يواصل تقاليد المغامرة السردية المغربية التي يمثلها جيل جديد من كتاب القصة القصيرة. وقد وُصفت المجموعة بأنها نصوص تكتب "هامش اللغة" وتفتح آفاقاً جديدة للكتابة القصصية العربية، مما رسّخ مكانة الرافعي كأحد أبرز الأصوات المجددة في الأدب المغربي المعاصر.